# زمین و سایه
زمین و سایه (اسپانیایی: La tierra y la sombra‎) فیلمی در ژانر درام به کارگردانی سزار اگوستو اسودو است که در سال ۲۰۱۵ منتشر شد. این فیلم برنده دوربین طلایی از جشنواره فیلم کن ۲۰۱۵ شده است.